# Circolo Canottieri Ortigia 2019-2020

## Rosa
| N° |                   | Ruolo | Giocatore             |
| -- | ----------------- | ----- | --------------------- |
|    | Italia (bandiera) | P     | Enrico Caruso         |
|    | Italia (bandiera) | P     | Stefano Tempesti      |
|    | Italia (bandiera) | D     | Massimo Giacoppo      |
|    | Italia (bandiera) | D     | Raffaele Rotondo      |
|    | Italia (bandiera) | D     | Simone Rossi          |
|    | Italia (bandiera) | A     | Sebastiano Di Luciano |
|    | Italia (bandiera) | A     | Valentino Gallo       |

| N° |                       | Ruolo | Giocatore            |
| -- | --------------------- | ----- | -------------------- |
|    | Italia (bandiera)     | A     | Filippo Ferrero      |
|    | Italia (bandiera)     | CB    | Martino Abela        |
|    | Italia (bandiera)     | CB    | Christian Napolitano |
|    | Italia (bandiera)     | CV    | Francesco Cassia     |
|    | Italia (bandiera)     |       | Giorgio La Rosa      |
|    | Montenegro (bandiera) |       | Stefan Vidović       |

- Allenatore: Stefano Piccardo

## Mercato
| Acquisti | Acquisti | Acquisti | Acquisti |
| R.       | Nome     | da       |          |
| -------- | -------- | -------- | -------- |

| Cessioni | Cessioni | Cessioni | Cessioni |
| R.       | Nome     | a        |          |
| -------- | -------- | -------- | -------- |